# 우파 자유지상주의

우파 자유지상주의의 상징으로 흔히 쓰이는 개즈던기

우파 자유지상주의(영어: Right-libertarianism)는 소극적 권리와 자연법 등을 강조하는 정치 철학이며 현대 복지국가의 주요한 반전 형태이다. 우파 자유지상주의자들은 사유재산권을 강하게 지지하며 천연자원이 시장을 통해 분배되어야 한다는 관점을 강하게 옹호한다. 이런 입장은 천연 자원이 평등주의적인 형태로 누구도 소유해선 안되거나 공유되어야 한다고 주장하는 좌파 자유지상주의와는 대조를 이룬다. 우파 자유지상주의는 아나코 캐피탈리즘, 자유방임, 미나키즘 등을 포함한다. 특히 미국에서 자유지상주의(리버테리언)라는 용어는 주로 이런 우익 자유지상주의를 언급하기 위해 사용된다.

## 같이 보기
- 자유지상주의
- 좌파 자유지상주의
- 객관주의
- 신자유주의
- 고전적 자유주의
- 아나르코자본주의
- 자유지상주의적 보수주의
- 야경국가